# Ixia thomasiae
Ixia thomasiae är en irisväxtart som beskrevs av Peter Goldblatt. Ixia thomasiae ingår i släktet Ixia och familjen irisväxter. Inga underarter finns listade i Catalogue of Life.